# Krankenhaus Mara
Das Krankenhaus Mara ist ein deutsches Fachkrankenhaus in Bielefeld. Es ist eine Schwestergesellschaft des Evangelischen Klinikums Bethel (EvKB). Beide Häuser bilden seit 2020 zusammen mit dem Klinikum Bielefeld und dem Klinikum Lippe das Universitätsklinikum OWL der Universität Bielefeld.

## Unternehmen
Gesellschafter des Krankenhauses sind die v. Bodelschwinghschen Stiftungen Bethel, das größte Sozialunternehmen Europas.
Die Geschäftsführung und alle weiteren Zuständigkeiten innerhalb der Verwaltung liegen beim EvKB.
In der Klassifizierung nach dem Krankenhausplan des Landes Nordrhein-Westfalen ist das EvKB (inklusive des Krankenhauses Mara) ein Haus der regionalen Spitzenversorgung mit insgesamt rund 1755 (EvKB: 1555, Mara 200) stationären Betten zuzüglich teilstationärer und ambulanter Angebote.
Seit 2020 ist das Krankenhaus Mara Teil des Universitätsklinikums OWL der Universität Bielefeld und beteiligt sich an der Ausbildung angehender Mediziner. Das Krankenhaus bildet mit den Gesundheitsschulen am EvKB in den Bereichen Pflege (ab 2020 Generalisierte Pflege), Medizinischer Technologe für Radiologie (MTR), Ergotherapie, Diätassistenz und Physiotherapie aus.
Seit 2020 bildet das EvKB zusammen mit dem Klinikum Bielefeld und dem Klinikum Lippe das Universitätsklinikum OWL der Universität Bielefeld.

## Epileptologie/Epilepsie-Zentrum
Mit seinem Epilepsie-Zentrum versorgt das Krankenhaus Mara 5000 Patientinnen und Patienten mit Anfallserkrankungen im Jahr. Damit handelt es sich um die Größte Einrichtung zur Behandlung von Menschen mit Epilepsien in Deutschland. Zu der Einrichtung gehört eine Epilepsieambulanz zur ambulanten Behandlung, ein stationärer Bereich aus fünf klinischen Abteilungen und eine Rehaklinik zur medizinischen und medizinisch-beruflichen Rehabilitation. Seit 2020 das Epilepsie-Zentrum im Krankenhaus Mara Universitätsklinik für Epileptologie der Universität Bielefeld.
Als Teil des Universitätsklinikums OWL der Universität Bielefeld ist die Universitätsklinik für Epileptologie an zahlreichen Forschungsprojekten beteiligt. Neben dem Lehrstuhl für Epileptologie ist auch die bundesweit einzige Universitätsprofessur "Epileptologie mit Schwerpunkt Behindertenmedizin" am Krankenhaus Mara verortet.

## Inklusive Medizin/Behindertenmedizin
Im Krankenhaus Mara ist die bundesweit einzige Universitätsklinik für Inklusive Medizin verortet, die Medizin für Menschen mit Behinderungen bietet. Zum stationären Bereich gehören bislang die Abteilungen für Innere Medizin und Chirurgie, im Aufbau befindet sich die Abteilung für Psychiatrie. Zu der Einrichtung gehört eine Facharztambulanz und ein Medizinisches Zentrum für erwachsene Menschen mit Behinderung (MZEB) für die ambulante medizinische Versorgung. Auch eine Infektionsambulanz für Menschen mit einer HIV-Infektion. Durch den Verbund mit dem Evangelischen Klinikum Bethel stehen den Patienten Behandlungsmöglichkeiten eines Maximalversorgers zur Verfügung.
Als Teil des Universitätsklinikums OWL der Universität Bielefeld ist die Universitätsklinik für Inklusive Medizin ebenfalls an zahlreichen Forschungsprojekten beteiligt.